# Мичик
Мичик (чечен. Мичиг-Хи) — река в Ножай-Юртовском и Курчалоевском районах Чеченской Республики, правый приток реки Гумс.
Высота истока — 936 м над уровнем моря. Уклон реки — 21,4 м/км.

## География

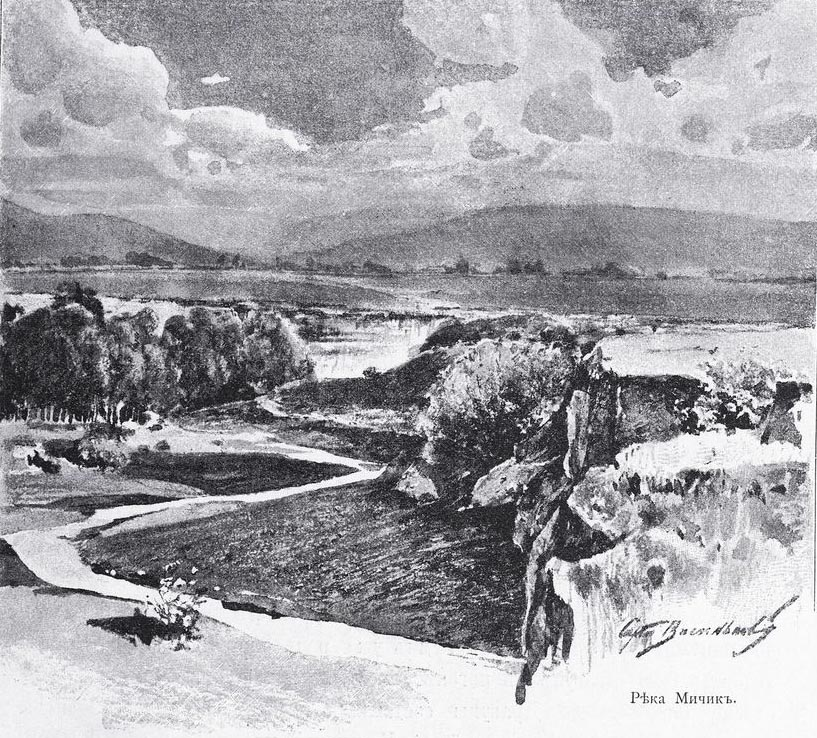
Река Мичик XIX век

Берёт начало из многочисленных родников на северо-западном склоне Ножай-Юртовских гор. Протекает по территории Ножай-Юртовского, Курчалоевского районов. Длина реки составляет 36 км при площади бассейна в 200 км².

## Гидрология
Река характеризуется паводочным режимом в тёплую часть года и зимней меженью. Наибольшие за год расходы воды, обычно формируются при выпадение дождей. Летние дождевые паводки иногда носят катастрофический характер.

## Притоки
У реки два крупных притока — реки Гансол (слева) и Малый Мичик (справа).

## История
Ранее это место было одним из важных центров равнинных чеченцев, где проходили все встречи (мехк-кхел). Название реки произошло от чеченского слова мичиг-хи — «откуда река».
18 февраля 1852 года в период Кавказской войны при движении отряда генерала А. И. Барятинского на реке Мичик произошло сражение с горцами. Наиболее значительная схватка с чеченцами произошла при штурме неприятельских завалов и редутов на правом берегу Мичика.
К этим боям относится и памятный эпизод, при котором граф Л. Н. Толстой едва не лишился жизни, и о котором он писал Г. А. Русанову 18 февраля 1906: 

"Сегодня 53 года, как неприятельское ядро ударило в колесо той пушки, которую я наводил. Если бы дуло пушки, из которой вылетело ядро, на 1/1000 линии было отклонено в ту или другую сторону, я был бы убит и меня бы не было.

## Изучение реки и водохозяйственное значение
Стационарные гидрологические наблюдения на реке не производились.

## Населённые пункты на реке
На реке Мичик расположены населённые пункты Гансолчу, Аллерой, Центорой, Бачи-Юрт и Иласхан-Юрт.